# Bescanó
Bescanó – gmina w Hiszpanii, w prowincji Girona, w Katalonii, o powierzchni 36,13 km². W 2011 roku gmina liczyła 4705 mieszkańców.